# Museo civico di Belluno
Il Museo civico di Belluno, aperto al pubblico nel 1876, è il museo più importante della città. 

Si trova situato, per quanto riguarda le collezioni storico-artistiche, presso  Palazzo Fulcis, mentre fino al 2016 si trovava nel seicentesco palazzo dei Giuristi. Ospita dipinti dal XIV al XIX secolo, disegni e stampe, placchette bronzee, sculture, soprattutto del XVIII e XIX secolo, inoltre oggetti d'arte come porcellane, tappeti, arazzi, vetri e una collezione di gioielli. 

La collezione archeologica, composta da reperti collocabili dal Paleolitico Medio fino all'Alto Medioevo, rimane invece ancora presso la sede di Palazzo dei Giuristi, mentre in futuro troverà collocazione presso Palazzo Bembo, già ospedale civile, attualmente in fase di restauro.

## Sedi dei musei

### Il palazzo del Collegio dei Giuristi (1876-2016)

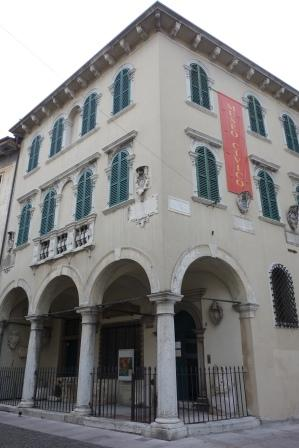
Palazzo dei Giuristi, sede della Sezione archeologica dei musei civici.

Il palazzo del Collegio dei Giuristi venne eretto nel 1664 proprio dal Collegio dei giuristi, un ente formato dai laureati in giurisprudenza che intendevano svolgere la professione forense a favore di istituzioni pubbliche o in proprio. 

L'edificio, benché danneggiato dal sisma del giugno 1873 e da poco restaurato, venne scelto come sede del museo dal Consiglio Comunale e fu successivamente aperto al pubblico dal 1876. 

Dal 26 gennaio 2017 sono qui ospitate solamente le collezioni archeologiche della città.

### Palazzo Fulcis (dal 2017)
Il Palazzo Fulcis (dal nome dei più antichi proprietari) è un edificio realizzato nel 1776 dall'architetto Valentino Alpago-Novello, il quale unì in una struttura omogenea tre differenti abitazioni che si affacciavano su piazza Vittorio Emanuele (al tempo piazza della Legna). 

Il palazzo, acquistato dal comune negli anni ottanta, ha beneficiato di un intervento di restauro e risanamento conservativo tra il 2012 e il 2016, atto a farlo divenire la nuova sede del museo civico, considerato come gli spazi disponibili presso il Palazzo dei Giuristi fossero inadatti a garantire una fruizione completa del patrimonio artistico. 

L'inaugurazione di questa nuova sede è avvenuta il 26 gennaio 2017.

## Storia

### Nascita del museo
Il 2 luglio 1872 il medico bellunese Antonio Giampiccoli donò alla città di Belluno la sua pinacoteca, proprio grazie a questa donazione nacque il Museo civico e questa divenne punto di partenza e nucleo fondativo dell'intera collezione museale. Successivamente si aggiunsero: le collezioni di bronzi-statuette, placchette, medaglie, manoscritti, libri di interesse locale del conte Florio Miari donate al museo dal figlio Carlo ed i materiali scientifici che erano già conservati nel gabinetto provinciale naturalistico ed industriale. Questa era un'istituzione nata nel 1837 come deposito di tipi ed esempi dei prodotti naturali e dell'industria appartenenti alla provincia e fu fondata a seguito della richiesta avanzata alla Congregazione municipale dall'arciduca vice re Ranieri.
La raccolta del Museo venne ampliata grazie alla donazione di Tommaso Antonio Catullo di materiali scientifici, a quella di Angelo Doglioni, Alessandro Francesco Sandi e molte altre.
Osvaldo Monti, nato in Comelico nel 1819 fu una personalità di spicco nel panorama bellunese poiché oltre ai numerosi impieghi da lui riscoperti nella vita cittadina fu anche uomo di cultura con numerose amicizie con pittori e artisti della sua epoca e primo curatore del museo. Tra il 1876 ed il 1898 nominato ispettore provinciale ai monumenti e scavi aggiunse alla raccolta museale i registri deliberazioni dell'antica Comunità di cividàl di Belluno.

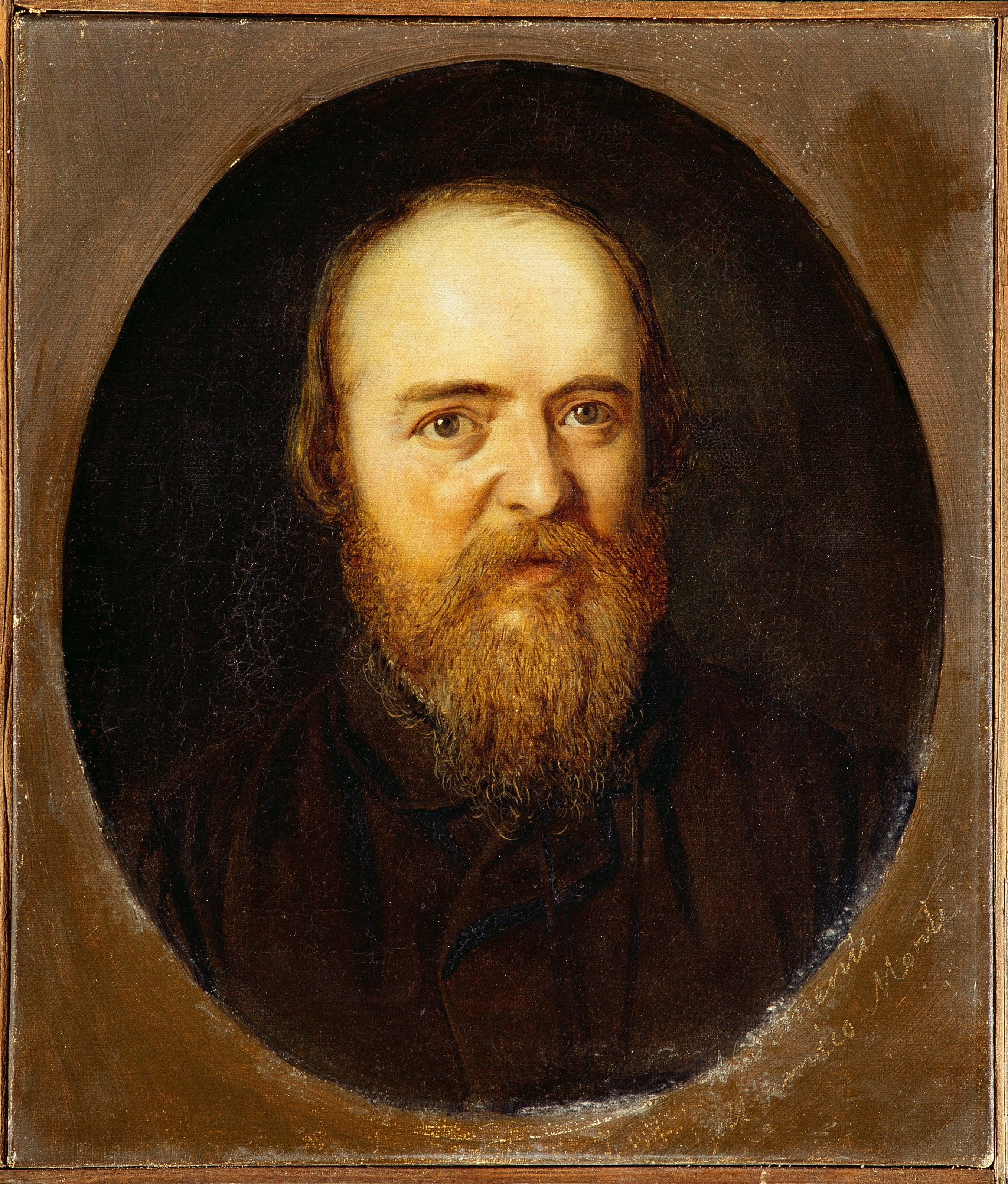
Pompeo Marino Molmenti, Ritratto di Osvaldo Monti

## Collezioni

### Collezioni storico-artistiche
Le collezioni storico-artistiche sono ospitate presso Palazzo Fulcis, nel centro storico della città.

#### Pinacoteca
La pinacoteca ospita un'importante collezione di dipinti ed affreschi di artisti bellunesi o chiamati a lavorare nel Bellunese, dal XV al XX. Possono essere ricordate Sant'Antonio abate fra quattro santi di Simone da Cusighe, la Madonna con il bambino tra san Michele Arcangelo e san Gottardo di Matteo Cesa, il Cristo in Pietà di Giovanni da Mel e due tavole con la Madonna con il Bambino di Bartolomeo Montagna.

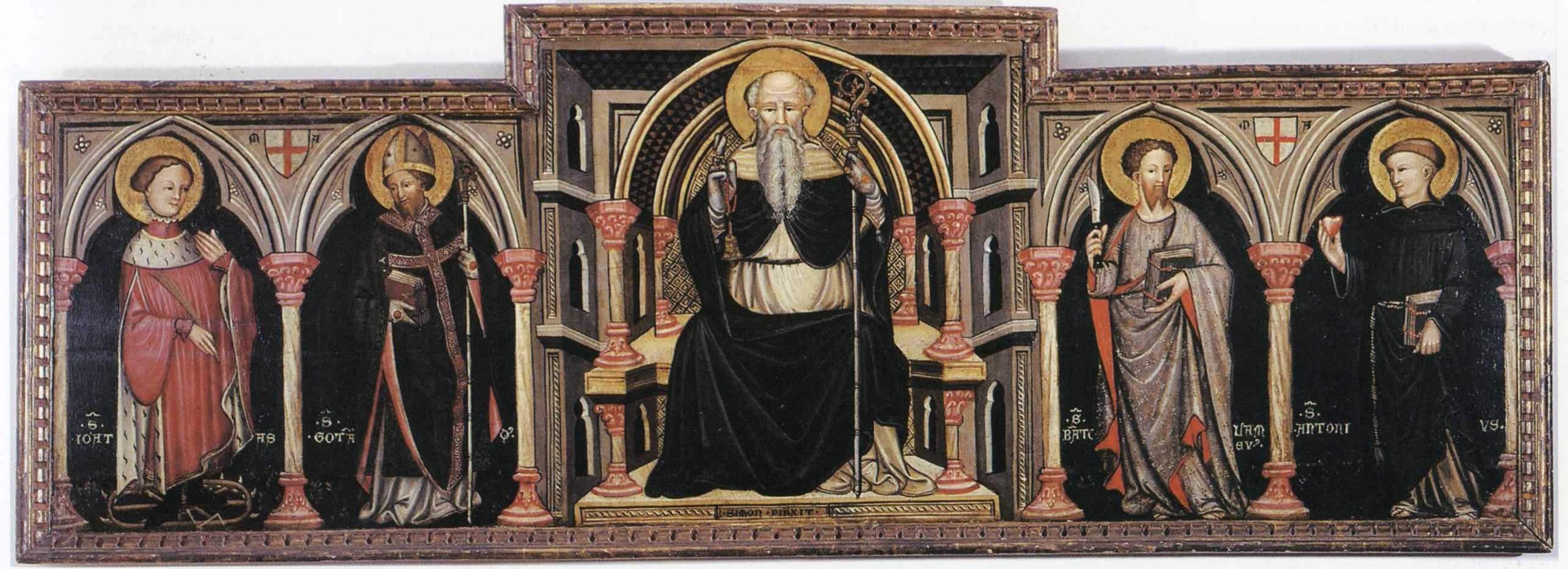
Simone da Cusighe, Sant'Antonio Abate fra i quattro santi

Inoltre sono presenti: l'Allegoria di Venezia di Giambattista Pittoni, Cristo morto sostenuto dagli angeli di Jacopo Palma Il Giovane, Cristo davanti a Pilato di Domenico Tintoretto, Tritoni e Nereidi di Federico Cervelli, Testa di giovinetto di Vittore Ghislandi detto fra Galgario, Mosè salvato dalle acque di Pietro Ricchi, l'Annunciazione di Gaspare Diziani e alcune vedute di Ippolito Caffi tra cui le più celebri Neve a Venezia e festa notturna a San Pietro in Castello.
Sono inoltre esposti i frammenti degli affreschi di Jacopo da Montagnana e Pomponio Amalteo, eseguiti per il Palazzo della Comunità di Belluno (Consiglio dei Nobili) situato nella piazza principale, l'odierna piazza Duomo, distrutto nel 1838.
La pinacoteca inoltre possiede alcune opere di Sebastiano Ricci, tra queste La caduta di Fetonte, Ercole al bivio e Ercole e Onfale appartengono a quello che era all'epoca il ciclo di Palazzo Fulcis e precisamente andavano a decorare il camerino, mentre ciò che resta del perduto ciclo di decorazione del salone di Villa Belvedere è un frammento della testa della Samaritana.

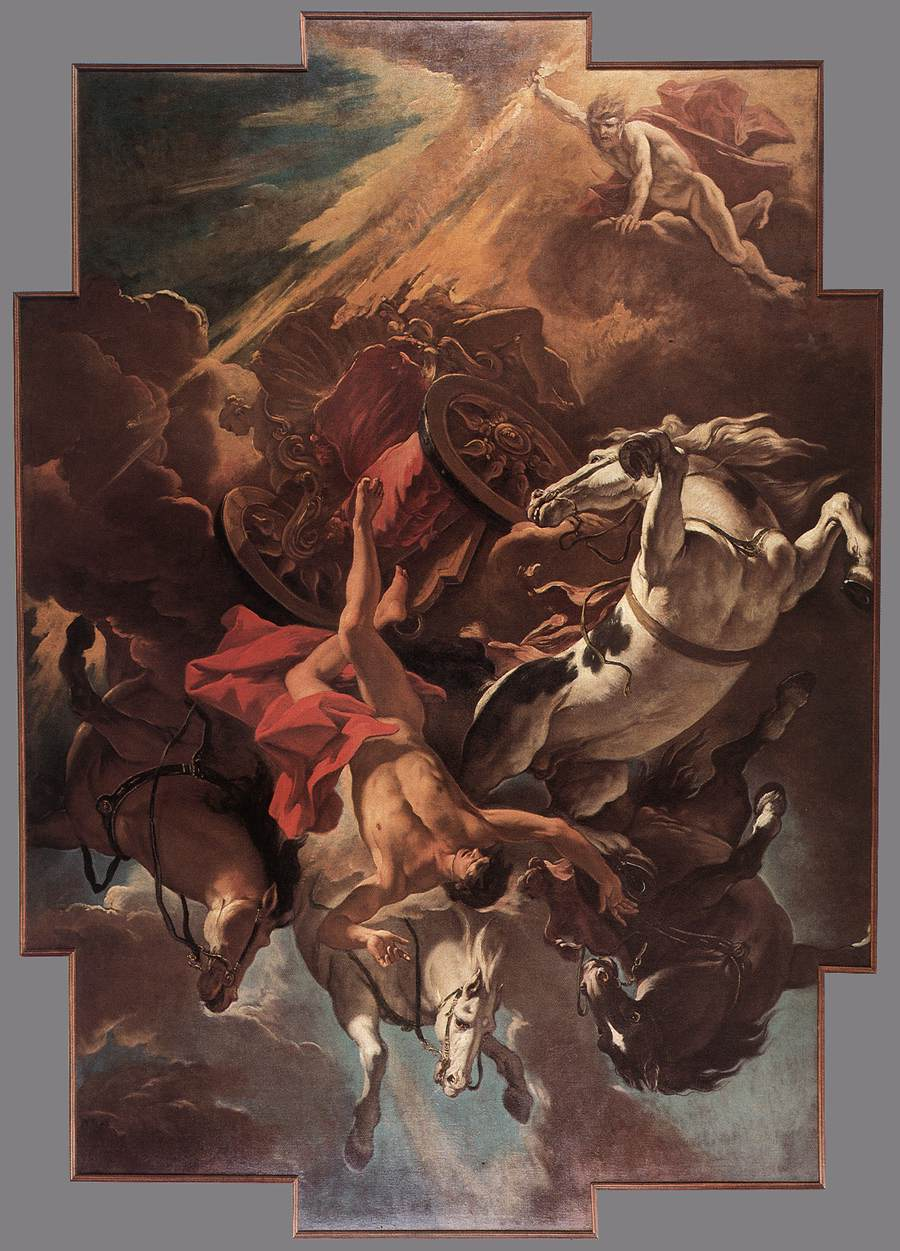
Sebastiano Ricci, La caduta di Fetonte

#### Sculture
Le prime testimonianze scultoree appartenenti al museo sono l'antica porta lignea della Scuola di Santa Maria dei Battuti che risale alla prima metà del Quattrocento ed alcune memorie lapidarie. La raccolta di opere scultoree del Museo può essere divisa in due gruppi. Il primo, sebbene sia più circoscritto, è qualitativamente più interessante ed è costituito da un piccolo gruppo di opere di Andrea Brustolon. A questo gruppo si possono aggiungere i mobili di Palazzo Fulcis.
Il secondo gruppo è composto dalle opere che per la seconda metà dell'Ottocento sono state emblema di esaltazione delle glorie rinascimentali assieme alle memorie civiche. Fondamentale a questo proposito è ricordare il nome di maggior rilievo in questo scenario, ovvero quello dell'intagliatore e scultore veneto Valentino Panciera Besarel.

#### Placchette bronzee
Tutti i pezzi attualmente al museo civico provengono dalla collezione del conte Florio Miari, donata dal figlio Carlo nel 1872. Tra i nomi di spicco si possono trovare quelli di Moderno, Caradosso, Valerio Belli e Giovanni Bernardi.
Tra i vari esemplari si può ricordare la placchetta raffigurante Apollo e Marsia, copia della coriniola attribuita a Dioscoride, comunemente nota con il nome di Gemma di Nerone riferita alla bottega di Lorenzo Ghiberti.

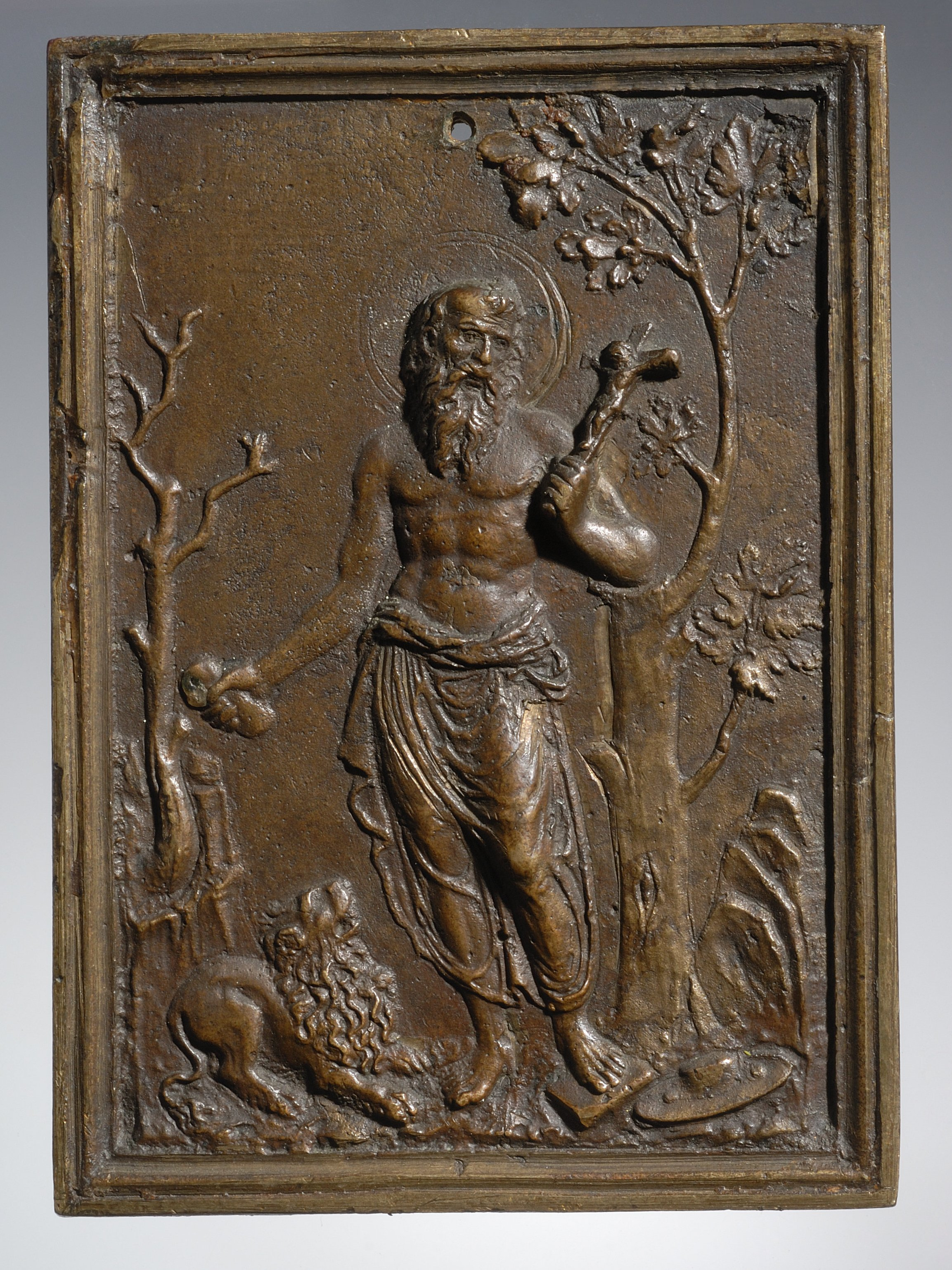
Andrea Riccio, San Girolamo

#### Disegni e stampe
La maggior parte dei fogli conservati presso il museo sono databili dal Seicento all'Ottocento: tra essi ricordiamo i fogli di Agostino Ridolfi, Gaspare Diziani, Francesco Fontebasso, Paolo de'Bittio, Giovanni De Min oltre all'importante album di bottega di Andrea Brustolon. Fa parte della collezione inoltre una raccolta di stampe di artisti bellunesi attivi a Venezia come ad esempio Pietro e Francesco Monaco, Marco Sebastiano Giampiccoli, Antonio Baratti, Marco Ricci, Giambattista Brustolon: alcune di esse appartengono al fondo Alpago-Novello, altre riguardano la ricca raccolta di incisioni con tema le opere di Antonio Canova.

#### Collezione Zambelli-Perale
Nel 1994 il professor Enrico Zambelli donò al museo la sua raccolta di oggetti d'arte: questa collezione, frutto di un gran interesse per l'arte, è formata da un considerevole numero di ceramiche, comprendendo con questo termine sia terrecotte che terraglie che porcellane. In particolare, grazie alla presenza di esemplari unici, le porcellane del Settecento costituiscono un nucleo di incredibile valore. Ma nella raccolta si possono trovare anche numerosi altri oggetti quali tappeti, arazzi, vetri, incisioni, stampe, matrici di stampe, disegni, quadri, fotografie, mobili e cornici sempre donati dalla famiglia al Museo Civico insieme ad una cospicua biblioteca specialistica composta da circa 250 volumi.

#### Collezione Prosdocimi Bozzoli
Donata al Museo nel 1983 la Collezione di gioielli raccolta da Rosetta Prosdocimi Bozzoli intorno agli anni cinquanta del Novecento è composta di opere di oreficeria bellunese, alcune di esse risalgono al Settecento, altre invece sono connesse alle mode diffuse in altri tempi a Venezia e Padova che però trovarono nella città di Belluno fortuna duratura e assai diffusa.
Assai varie sono le tipologie raccolte: dagli aghi crinali, detti guselle, ai cosiddetti “spilloni di San Marco", ai tremolii, spilloni da acconciatura terminanti con fiori d'argento sovente in fligrana, sostenuti da molla a spirale. E poi collane di corallo, curaorecchie, anelli, ciondoli e pendenti.

### Collezione archeologica
Questa sezione del Museo (ubicata presso Palazzo dei Giuristi ma che troverà posto in futuro presso Palazzo Bembo, all'estremità nord del centro storico) è sede dei numerosi reperti trovati in Provincia, grazie agli scavi archeologici effettuati a partire dalla seconda metà dell'Ottocento, i quali ci testimoniano la sua lunga storia dal Paleolitico Medio fino ad arrivare all'Alto Medioevo. Nucleo fondante della sezione preistorica è la sepoltura di un cacciatore rinvenuta in Val Cismon presso quello che viene chiamato il “Riparo di Villabruna” con un eccezionale tumulo di pietre dipinte, probabilmente manifestazione artistica legata alla sepoltura più antica dell'umanità risalente a circa a 14000 anni fa. Inoltre grazie agli scavi condotti tra il 1984 ed il 1987 nel sito del Campon di Monte Avena (Sovramonte) la sala del museo dedicata a questa sezione può esporre i reperti più antichi ritrovati. Nella stessa sala è possibile vedere i ritrovamenti provenienti dal sito preistorico del Col del Buson (ancora in corso di scavo con la direzione della SBAV e la collaborazione degli Amici del Museo di Belluno).
All'interno della sezione archeologica sono collocati reperti legati agli insediamenti umani a partire dall'età del ferro, passando per quella romana fino a quella altomedievale.
A tutto ciò si aggiunge il gruppo di ceramiche vulcesi di area toscana donato dalla famiglia Margola-Orsini al Museo.
Inoltre va ricordato il ricco lapidario attualmente conservato nell'auditorium della città e il sarcofago di Gaio Flavio Ostilio Sertoriano (prima metà del III secolo) attualmente in deposito presso Palazzo Crepadona.